# BBC Szimfonikus Zenekar
BBC Szimfonikus Zenekar (BBC Symphony Orchestra), népszerű rövidítése BBC SO, a brit állami műsorszolgáltató, a British Broadcasting Corporation elsőszámú zenekara.
A londoni székhelyű, 1930-ban alapított zenekar a város öt legjelentősebb szimfonikus zenekara közül az egyedüli nem önfenntartó együttes. A zenekar már megalakulásakor egyedülálló feladatot vállalt az angol zenei életben, kettős szerepkört betöltő zenekarként egyfelől rendszeresen nyilvános koncerteket ad, másfelől a BBC rádiókoncertek közvetítéseinek zenekara, otthona 1934 óta a londoni BBC Maida Vale stúdióihoz tartozó Studio MV1.

## Története

### Előzmények
A BBC már 1922-es megalakulásától kezdve működtetett kisebb zenei együtteseket, ezekből alapította meg a rádiótársaság legelső zenei igazgatója, Percy Pitt a kezdetben 18, majd 37 tagot számláló The Wireless Orchestra-t. A zenekart 1924-ben heti hat koncertre szerződtették, a Covent Garden-ből közvetített koncertjeik karmestere Bruno Walter, Ernest Ansermet és Pierre Monteux volt, majd tovább bővült az együttes, 1927-ben a BBC és a Covent Garden együttműködéseként 150 tagú zenekar formálódott, melynek vendégkarmesterei között volt Richard Strauss és Siegfried Wagner.
1927-ben a Berlini Filharmonikusok Wilhelm Furtwängler vezényletével adott londoni koncertje majd Arturo Toscanini vezetésével a New York-i Filharmonikusok vendégszereplése után felmerült az igény hasonló színvonalú zenekar megalakítására.

### Alapítás

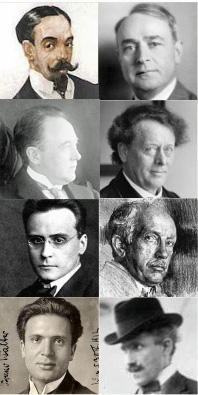
A zenekar vendégkarmesterei 1930-ban: Beecham, Koussevitzky, Mengelberg, Richard Strauss, Toscanini, Walter, Webern, Weingartner

A BBC SO megalapításának gondolata Sir Thomas Beecham és a BBC együttműködéseként először 1928-ban merült fel, de Beecham a következő évben elfordult a kezdeményezéstől, így a zenekar felállításának feladata a BBC akkori zenei igazgatójára, Sir Adrian Boult-ra hárult.
A zenekar bemutatkozó koncertje a Queen’s Hallban 1930. október 22-én Sir Adrian Boult vezényletével volt, melyről a beszámoló újságcikkek, mind a The Times, mind a The Musical Times részéről a legelismerőbbek voltak.
London új szimfonikus zenekara vonzotta a világ élvonalába tartozó karmestereket, az első évad vendégkarmesterei között volt Arturo Toscanini, aki ekkor az általa vezényelt zenekarok közül az egyik legkifinomultabbnak tartotta. A második évadban további világhírű vendégkarmesterekkel léptek fel, mint Richard Strauss, Felix Weingartner és Bruno Walter, majd a következő évadban Koussevitzky, Sir Thomas Beecham és Willem Mengelberg.

### BBC Proms
A Queen's Hallban adott rendszeres koncerteken kívül további feladatokat vállaltak. A Sir Henry Wood által létrehozott nyári promenádkoncertek irányítását 1927-ben átvette a BBC, így 1930-tól a BBC SO lett a népszerű "the Proms" koncertjeinek elsőszámú zenekara.
1936-ban és 1937-ben Sir Adrian Boult vezényletével a zenekar nagysikerű turnén vesz részt Brüsszelben, Párizsban, Zürichben, Budapesten és Bécsben.

### II. világháború alatt és után
A háború kitörésekor a BBC jelentősen csökkentette a műsorszolgáltatásban résztvevők számát, 40 zenekari tagot elbocsátottak, valamint 1939-ben megvonta a támogatását a Proms-tól, az 1940-es évadban a zenekar már nem lép fel a promenádkoncerteken. Az együttes székhelyét először Bristolba helyezték át, majd a német légitámadások következtében Bedfordba, s csak 1945-ben kerültek vissza újból londoni székhelyükbe, a BBC Maida Vale Studios-ba. Az együttes addigi állandó koncertterme, a Queen's Hall az 1941-es bombázások következtében elpusztult, így a nyári Proms koncertek a Royal Albert Hallba kerültek, az évad rendszeres koncertjei pedig az új Royal Festival Hallba.
Boult nyugdíjba kerülése után, 1950-ben egy nehezebb periódus következett, Sir Malcolm Sargent majd Rudolf Schwarz vezető karmesterek irányítása alatt.

### 1960-as évek, közelmúlt
A BBC világhírű karmestereket nevezett ki ezután az együttes élére, Doráti Antalt, majd Colin Davist, Pierre Boulezt és Gennagyij Rozsgyesztvenszkijt.
Doráti vezetése alatt a BBC SO csak a rádió stúdió közvetítéseinek zenekara volt, nyilvános fellépései a promenádkoncertekre korlátozódtak, a BBC 1959-ben kinevezett új zenei vezetője, William Glock már támogatta a rendszeres koncertsorozatokat a Royal Festival Hallban.
Az 1960-as évek kezdeményezéseinek eredményeként a zenekar fokozatosan újból elérte az élvonalbeli színvonalat.

### 21. század

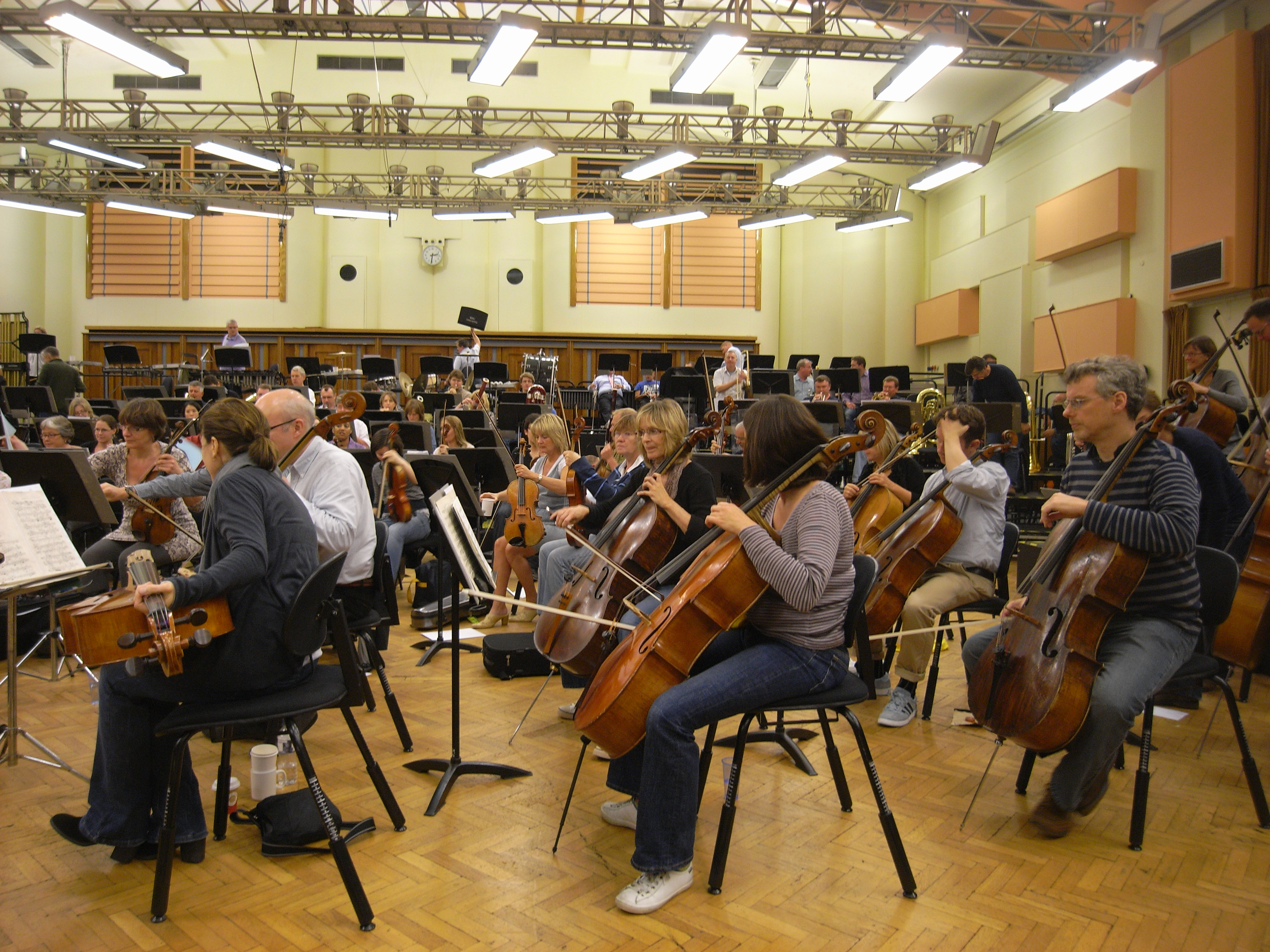
A BBC Szimfonikus zenekar próbája 2011-ben.

A BBC SO évi rendszeres koncertjeit a londoni Barbican Centre-ben adja, melyeken támogatja a kortárs zenei kezdeményezéseket, többek között John Cage, James MacMillan, Elliott Carter, Sofia Gubaidulina és Michael Tippett művei előadásával.
Nyáron változatlanul a népszerű promenádkoncertek elsőszámú zenekara a Royal Albert Hallban. A koncertek többségét a BBC Rádió 3-as csatornája élőben sugározza, melyeket részben TV-n is közvetítik.
Ezen túlmenően folyamatosan készít felvételeket, illetve ad koncerteket a BBC Maida Vale stúdióihoz tartozó Studio MV1-ben, melyek egy része a közönség számára ingyen is elérhető.

## Lemezei
Sir Adrian Boult vezetése alatt a zenekar Bach, Mozart, Beethoven, Brahms, Wagner és Elgar műveinek felvételei kiemelkedőek. Az 1950-es 1960-as években Sargent vezényletével főleg angol zeneszerzők és számos Sibelius felvételük, Doráti Antallal Bartók, Gerhard és Messaien műveinek lemezfelvételei jelentősek. Colin Davis készítette az első operafelvételt az együttessel, Mozart Idomeneot, a Figaro házasságát, valamint Beethoven és Tippett műveinek felvételeit. Boulez vezetése alatt a zenekar főleg huszadik századi művek - Bartók, Berg, Schoenberg és Boulez saját művei – felvételeit készítette.
A BBC SO világnagyságokkal készült felvételeinek csak egy részét említve: Elgar és Vaughan Williams saját műveinek felvételei, Toscanini, Bruno Walter és Barbirolli Beethoven felvételei valamint Beecham és Koussevitsky vezénylete alatt készült lemezek kiemelkedőek.

## Vezető karmesterek
| - Sir Adrian Boult (1930) - Malcolm Sargent (1950) - Rudolf Schwarz (1957) - Doráti Antal (1962) - Colin Davis (1967) - Pierre Boulez (1971) - Rudolf Kempe (1976) | - Gennagyij Rozsgyesztvenszkij (1978) - John Pritchard (1982) - Andrew Davis (1989) - Leonard Slatkin (2000) - Jiří Bělohlávek (2006) - Sakari Oramo (2013) |

## Magyar vonatkozások
Az európai turnén részt vevő BBC Szimfonikus Zenekart 1936. április 24-én Budapesten a Városi Színházban Sir Adrian Boult vezényelte, a műsoron Elgar: Introduction and Allegro, Bartók: Négy zenekari darab, Beethoven: V. szimfónia szerepelt.
A zenekarról az MTI április 8-án a következőket jelentette: ...Minden egyes zenekari tag elsőrangú virtuóza és művésze is hangszerének. Általában a világ egyik legjobb zenekarának tartják. Számtalan meghívást kapott, de csak négyet fogadott el, Párizst, Zürichet, Bécset és Budapestet...Az illusztris 120 tagú zenekart a magyarok iránt érzett szimpátia hozza Budapestre, ahol Boult Adriannak, a zenekar vezérkarnagyának vezényletével remek műsort mutat be; Elgar: "Introkció és Allegro", Bartók: "Négy orkeszter darab"...

## Külső hivatkozások
- BBC Szimfonikus Zenekar hivatalos honlapja

## Fordítás
- Ez a szócikk részben vagy egészben  a   BBC Symphony Orchestra című angol Wikipédia-szócikk ezen változatának fordításán alapul.  Az eredeti cikk szerkesztőit annak laptörténete sorolja fel. Ez a jelzés csupán a megfogalmazás eredetét és a szerzői jogokat jelzi, nem szolgál a cikkben szereplő információk forrásmegjelöléseként.